# فرودگاه راند ولی
فرودگاه راند ولی (به انگلیسی: Round Valley Airport) یک فرودگاه همگانی است که یک باند فرود آسفالت دارد و طول باند آن ۱۱۱۹ متر است. این فرودگاه در شهر کوولو، کالیفرنیا کشور ایالات متحده آمریکا قرار دارد و در ارتفاع ۴۳۷٫۱ متری از سطح دریا واقع شده است.